# Gmina Qelëz
Gmina Qelëz (alb. Komuna Qelëz) – gmina położona w północno-zachodniej części kraju. Administracyjnie należy do okręgu Puka w obwodzie Szkodra. Jej powierzchnia wynosi 6334 ha. W 2012 roku populacja wynosiła 2691 mieszkańców. 
W skład gminy wchodzi dziewięciu miejscowości: Qelëz, Bushat, Dushnez, Midhë, Buzhalë, Dedaj, Lëvrushk, Ukth, Qerret i Vogël.